# Ochsenberg (Königsbronn)
Ochsenberg es parte del municipio de Königsronn en el distrito de Heidenheim, Baden-Württemberg, Alemania.

## Geografía
El pueblo de Ochsenberg está situado en la parte oriental del Jura de Suabia (Ostalb), en el borde occidental del Härtsfeld.

## Historia
La primera evidencia documental proviene del año 1538. El nombre del pueblo proviene del "pasto de bueyes (Ochsen) para el monasterio, en lo alto de la montaña (Berg)".
Después de la Batalla de Nördlingen en 1634 en la Guerra de los Treinta Años, Ochsenberg fue incendiada como muchas otras aldeas de esta zona.
Con la puesta en servicio de la tubería de agua de Härtsfeld en 1891, Ochsenberg recibió un suministro constante de agua potable de la fuente en Itzelberg.
En 1910 se construye el actual ayuntamiento, que también sirve de escuela y estación de bomberos. La construcción del suministro eléctrico comenzó en 1917. Tras dos años de construcción, la iglesia se consagra en 1963.

## Demografía y religión
Con la llegada y el asentamiento de refugiados después de la Segunda Guerra Mundial, el número de residentes aumentó notablemente.
Hasta el final de la Segunda Guerra Mundial, la mayoría de las personas de Ochsenberg fue evangélico. Después de eso, el número de residentes católicos aumentó significativamente debido a los refugiados residentes.

## Personas destacadas
- Hans Bäurle (* 1931), pintor, artista gráfico y escultor
- Jörg Haug (* 1937), profesor de historia local

## Galería de imágenes

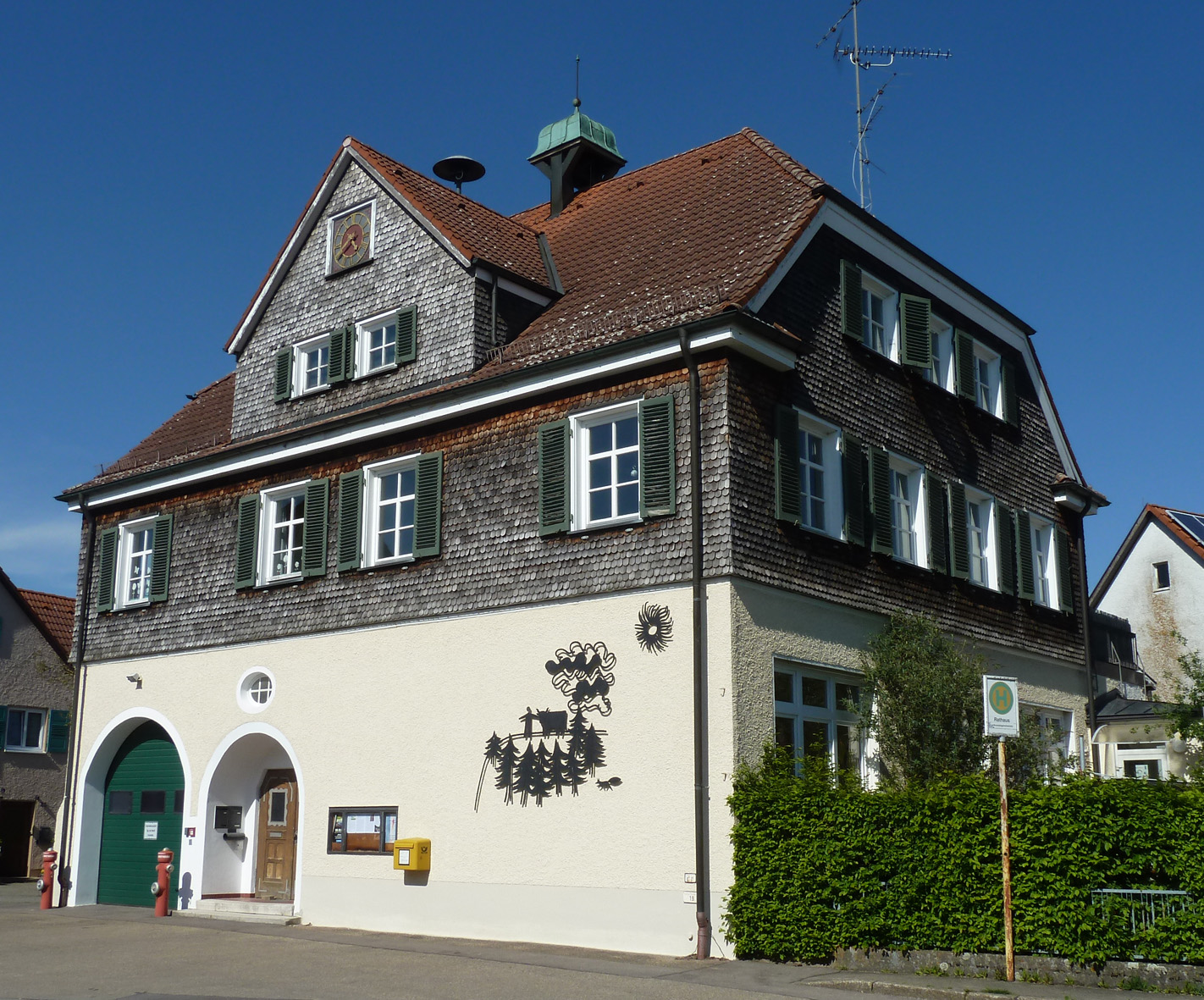
Antiguo ayuntamiento
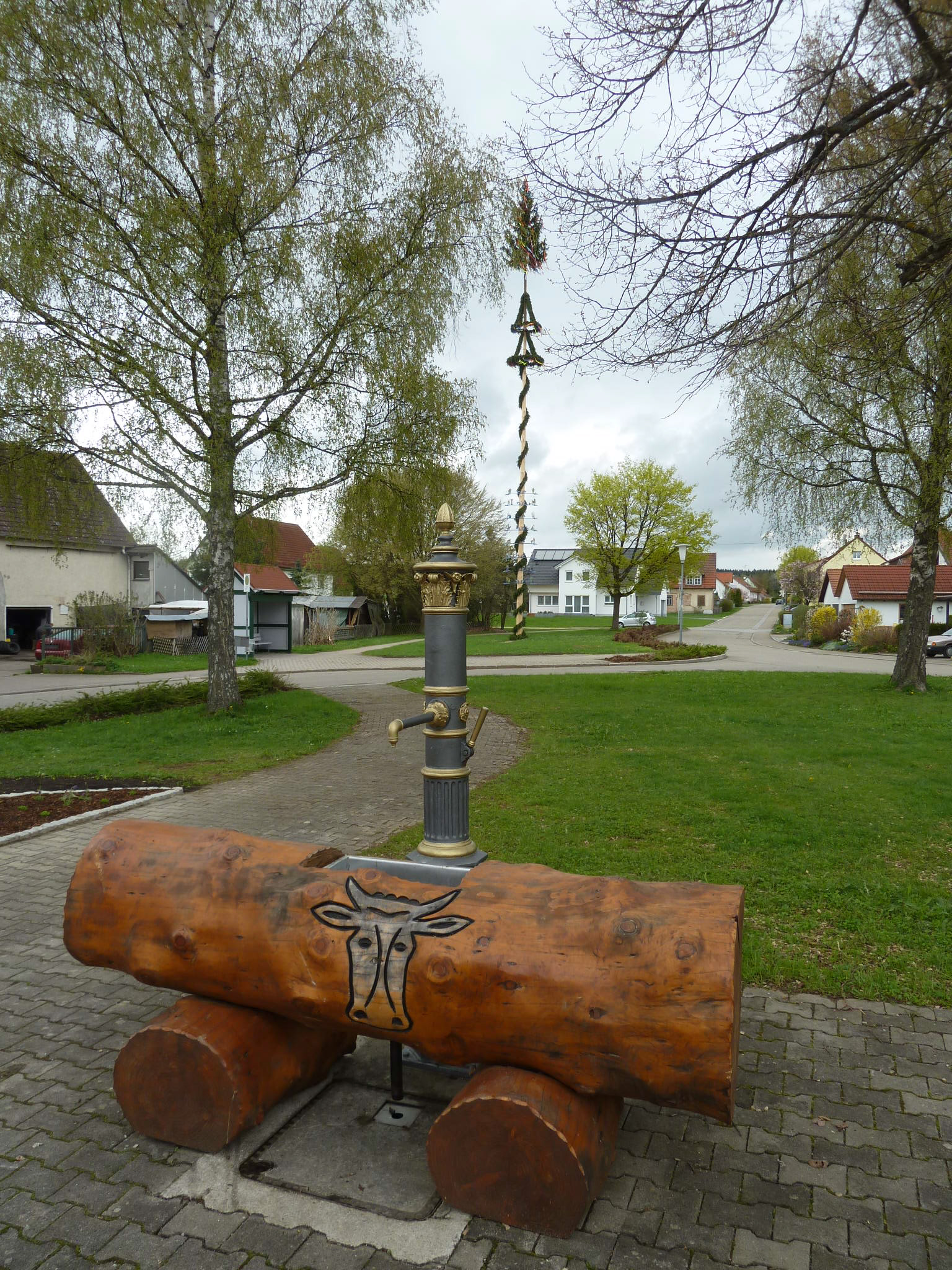
Plaza del pueblo Lindenplatz
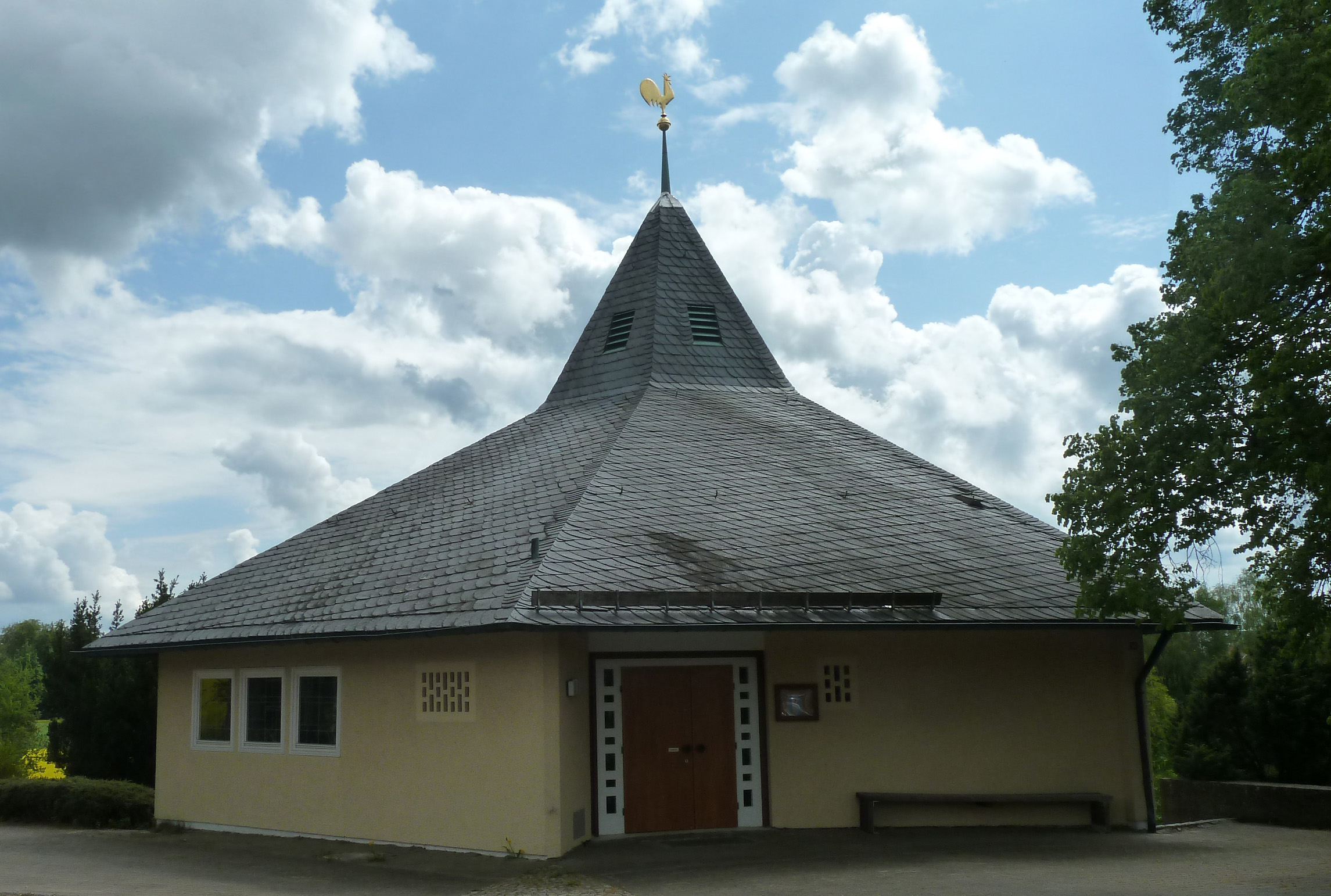
Iglesia evangélica Johanneskirche
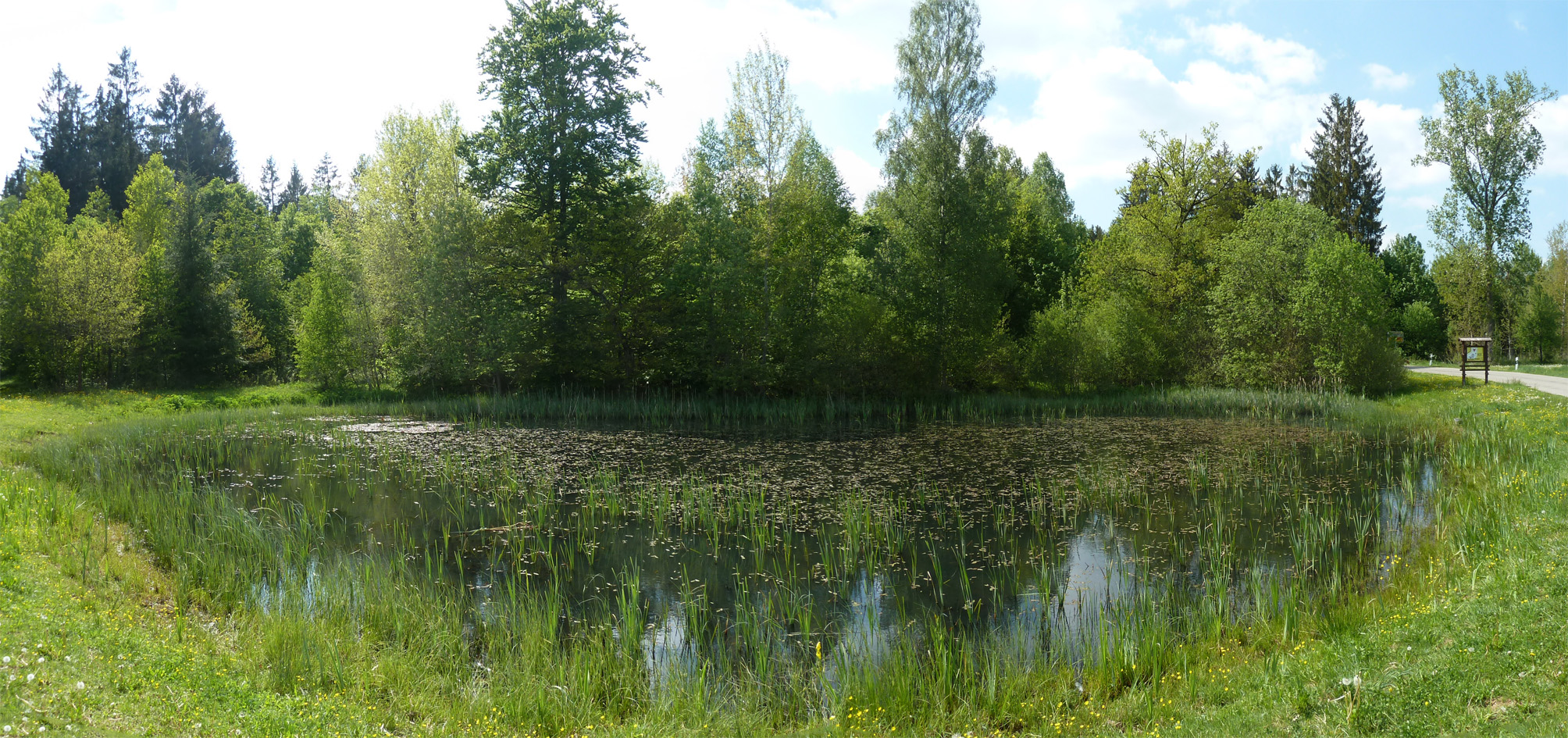
Estanque del pueblo
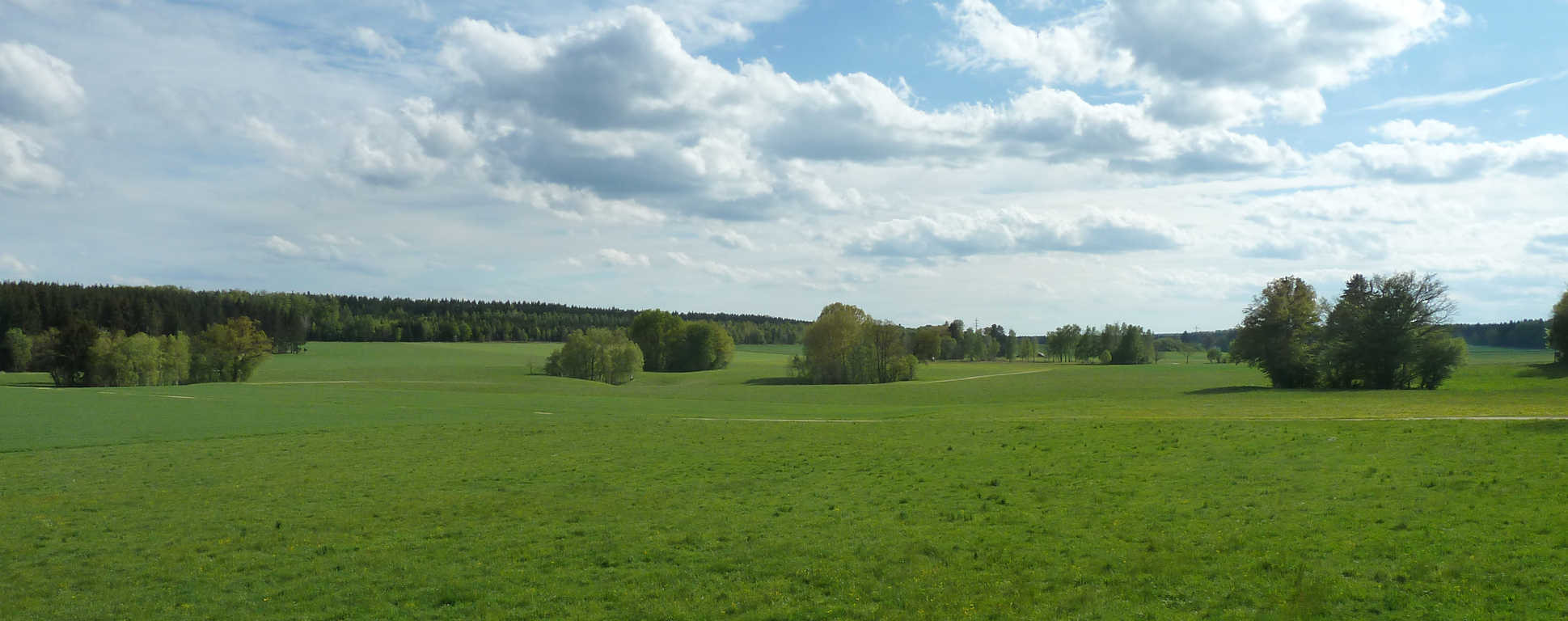
Reserva natural Falchen
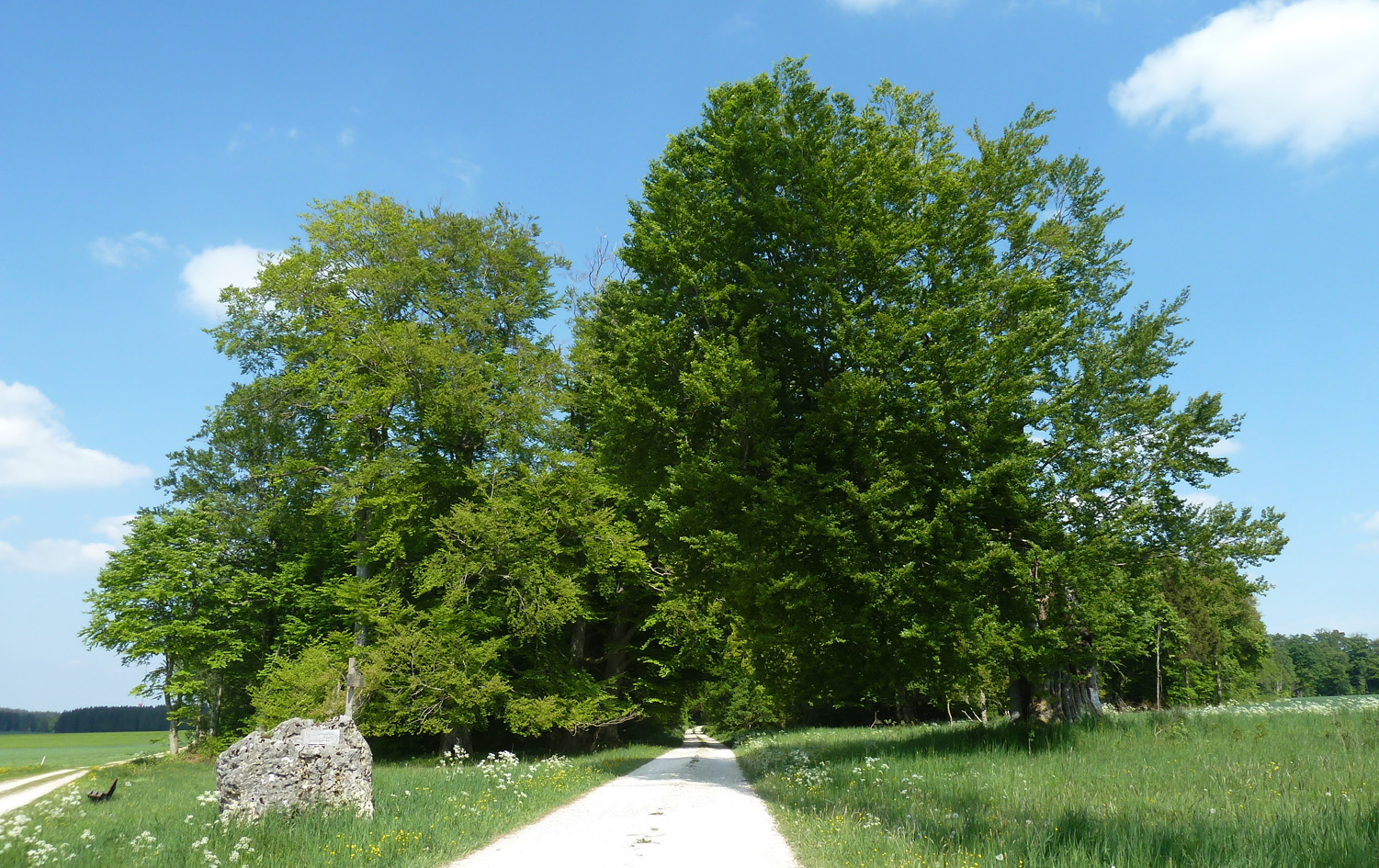
Monumento natural Judenbusch